# Religioni in Serbia
Il cristianesimo è la religione più diffusa in Serbia. Secondo i dati del censimento del 2011, i cristiani rappresentano il 91,2% della popolazione e sono in maggioranza ortodossi; il 3% della popolazione segue l'islam, lo 0,2% della popolazione segue altre religioni, l'1,1% della popolazione non segue alcuna religione e il 4,5% della popolazione non specifica la propria fede religiosa. Stime dell'Association of Religion Data Archives (ARDA) riferite al 2015 danno i cristiani al 94,4% della popolazione, i musulmani al 2,4% della popolazione e coloro che non seguono alcuna religione al 3% circa, mentre lo 0,2% della popolazione seguirebbe altre religioni.
La costituzione riconosce la libertà religiosa, specifica che non c'è una religione di stato e proibisce le discriminazioni religiose. La legge proibisce l'incitamento all'odio religioso. Le organizzazioni religiose devono registrarsi, ma le sette organizzazioni riconosciute come tradizionali sono esonerate da quest’obbligo: queste organizzazioni sono la Chiesa ortodossa serba, la Chiesa cattolica, tre Chiese protestanti (Chiesa evangelica della confessione augustana, Chiesa evangelica slovacca della confessione augustana in Serbia e Chiesa riformata di Serbia), la Comunità islamica e la Comunità ebraica. Le organizzazioni registrate possono ottenere agevolazioni fiscali, ricevere donazioni, possedere e gestire proprietà, gestire conti in banca, ottenere il permesso per costruire nuovi luoghi di culto, avere l'assistenza medica e la pensione per i loro ministri religiosi. Le organizzazioni non registrate possono praticare liberamente il culto, ma sono considerate associazioni informali e non possono godere dei benefici delle associazioni registrate. Nelle scuole pubbliche è previsto l'insegnamento della religione. I genitori possono scegliere il corso a cui iscrivere i figli; gli studenti che scelgono di non seguire il corso di religione devono seguire un corso di educazione civica. I programmi dei corsi di religione e i libri di testo sono scelti dalla Commissione per l'educazione religiosa, di cui fanno parte rappresentanti dei gruppi religiosi registrati e funzionari del Ministero dell'Educazione.

## Religioni presenti

### Cristianesimo
La maggioranza dei cristiani serbi sono ortodossi (l'85,2% della popolazione); Il censimento non fornisce dati precisi sulla ripartizione dei fedeli ortodossi, ma si stima che l'84,6% appartenga alla Chiesa ortodossa serba e il restante 0,6% ad altre Chiese ortodosse. I cattolici rappresentano circa il 5% della popolazione e i protestanti circa l'1% della popolazione, mentre i cristiani di altre denominazioni sono scarsamente presenti.
La Chiesa ortodossa è rappresentata in Serbia principalmente dalla Chiesa ortodossa serba, che raggruppa gli ortodossi di etnia serba; in misura minore sono presenti la Chiesa ortodossa montenegrina, la Chiesa ortodossa macedone e la Chiesa ortodossa romena, a cui appartengono rispettivamente minoranze di etnia montenegrina, macedone e romena. 
La Chiesa cattolica è presente in Serbia con l'arcidiocesi di Belgrado, da cui dipendono due diocesi suffraganee. Nel Paese è presente una terza diocesi (la diocesi di Sirmio) che però è suffraganea dell'arcidiocesi di Đakovo-Osijek, sita in Croazia.
I protestanti presenti in Serbia sono per la maggior parte di etnia slovacca, tedesca e ungherese. Il luteranesimo è rappresentato dalla Chiesa evangelica della confessione augustana e dalla Chiesa evangelica slovacca della confessione augustana in Serbia, mentre il calvinismo è rappresentato dalla Chiesa riformata di Serbia. Sono inoltre presenti metodisti, battisti, avventisti del settimo giorno, pentecostali e Chiesa dei “Fratelli Cristiani”.
Fra i cristiani di altre denominazioni, sono presenti i Testimoni di Geova e la Chiesa di Gesù Cristo dei Santi degli Ultimi Giorni (i Mormoni).

## Islam
I musulmani della Serbia sono principalmente di etnia bosniaca e albanese, con una minoranza di etnia serba; a questi si aggiungono gruppi di rom e gorani. I musulmani presenti nel Paese sono quasi tutti sunniti. 

### Altre religioni
In Serbia sono presenti piccoli gruppi di ebrei, induisti, buddhisti e bahai.